# III. třída okresu Olomouc
III. třída okresu Olomouc (okresní soutěž III. třídy) je devátá nejvyšší fotbalová soutěž v Česku, v olomouckém okrese. Hraje se každý rok od léta do jara se zimní přestávkou. Na konci ročníku nejlepší dva týmy postupují do II. třídy okresu Olomouce a dva nejhorší týmy sestoupí do IV. třídy okresu Olomouc (jeden do skupiny A a jeden do skupiny B).

## Vítězové

### III. třída okresu Olomouc
| Ročník    | Vítězný tým              |
| --------- | ------------------------ |
| 2003/2004 | TJ Sigma Lutín           |
| 2004/2005 | FC Lužice                |
| 2005/2006 | TJ Sokol Bouzov          |
| 2006/2007 | TJ Sokol Velký Týnec     |
| 2007/2008 | SK Sokol Těšetice        |
| 2008/2009 | TJ Sokol Střelice        |
| 2009/2010 | Sokol Újezd u Uničova    |
| 2010/2011 | FK Nemilany              |
| 2011/2012 | TJ Sokol Babice          |
| 2012/2013 | TJ Sokol Dlouhá Loučka   |
| 2013/2014 | SK Náměšť na Hané „B“    |
| 2014/2015 | FK Přáslavice            |
| 2015/2016 | TJ Sokol Majetín         |
| 2016/2017 | 1. FC Olešnice u Bouzova |
| 2017/2018 | TJ Sokol Náklo           |
| 2018/2019 |                          |